# Colaboração ucraniana com a Alemanha Nazista

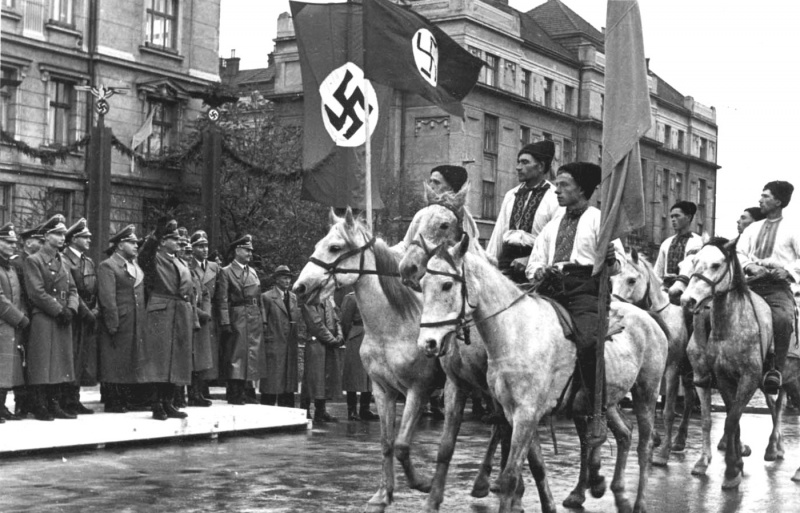
Parada militar em Stanyslaviv

A colaboração ucraniana com a Alemanha Nazista ocorreu durante a ocupação da Polônia e da Ucrânia Soviética pela Alemanha Nazista na Segunda Guerra Mundial.
Em setembro de 1941, o território ocupado pelos alemães da Ucrânia Soviética foi dividido entre duas novas unidades administrativas alemãs, o Distrito da Galícia do Governo Geral Nazista e o Reichskommissariat Ukraine. Os ucranianos que optaram por resistir e lutar contra as forças de ocupação alemãs juntaram-se ao Exército Vermelho ou às unidades de partisans irregulares. No entanto, a população ucraniana do oeste da Ucrânia tinha pouca ou nenhuma ligação à União Soviética, pois Exército Vermelho havia tomado a Ucrânia durante a invasão soviética da Polônia em setembro de 1939. Os nacionalistas esperavam que sua colaboração lhes permitisse restabelecer um estado independente e livrarem-se da opressão dos soviéticos, que teve o seu apogeu no genocídio de milhões de Ucranianos, entre 1931 e 1933, que ficou conhecido por Holodomor.
Os ucranianos que colaboraram com a Alemanha Nazista fizeram isso de várias maneiras, incluindo a participação na administração local, na polícia auxiliar supervisionada pelos alemães, na Schutzmannschaft, nas forças armadas alemãs e servindo como guardas de campos de concentração. Auxiliares da polícia ucraniana "foram envolvidos pelo menos nos preparativos para o massacre de Babi Yar".

## Antecedentes

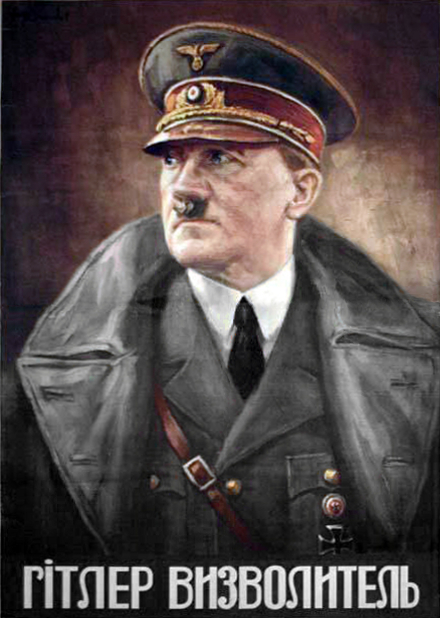
Pôster "Hitler, o Libertador" em ucraniano

A 23 de agosto de 1939, Stalin e Hitler formaram uma aliança que previa a divisão do território da Polônia, pacto entre soviéticos e nazis conhecido por Pacto Molotov-Ribbentrop. A invasão soviética da Polônia em 1939 reuniu ucranianos da URSS e ucranianos do que era então a Polônia Oriental (Kresy), sob uma única bandeira soviética. Nos territórios da Polônia invadidos pela Alemanha nazista, o tamanho da minoria ucraniana tornou-se insignificante e reuniu-se principalmente em torno da UCC (УЦК), formada em Cracóvia.
Desde o início do século XIX que a Ucrânia era um país dividido, sendo a língua proibida pelos Russos e pelos Austro-Húngaros.
Menos de dois anos depois, a Alemanha nazista atacou a União Soviética. A Operação Barbarossa alemã começou em 22 de junho de 1941. A Operação Barbarossa reuniu os ucranianos nativos da URSS e os territórios da Polônia anexados pela União Soviética no pré-guerra. Em setembro, o território ocupado foi dividido entre duas novas unidades administrativas alemãs: a sudoeste, o Distrito da Galícia do Governo Geral nazista, e a nordeste, o Reichskommissariat Ukraine, estendendo-se até Donbass em 1943.
Reinhard Heydrich observou em um relatório datado de 9 de julho de 1941 "uma diferença fundamental entre os antigos territórios polonês e russo [soviético]. Na antiga região polonesa, o regime soviético era visto como domínio inimigo... Portanto, as tropas alemãs foram saudadas pelos poloneses, bem como pela população rutena branca [que significa ucraniano e bielorrusso] em sua maioria, pelo menos, como libertadores ou com neutralidade amigável... A situação nas atuais áreas ocupadas pelos rutenos brancos da URSS [pré-1939] tem uma base completamente diferente."
O líder guerrilheiro nacionalista ucraniano Taras Bulba-Borovets reuniu uma força de 3.000 homens no verão de 1941 para ajudar a Wehrmacht a lutar contra o Exército Vermelho. Em setembro de 1942, Borovets entrou em negociações com partidários soviéticos de Dmitry Medvedev. Eles tentaram atraí-lo para a luta contra os alemães, mas não conseguiram chegar a um acordo. Borovets recusou-se a obedecer à estrutura de comando soviética e temia retaliação alemã contra civis ucranianos. Ainda assim, até a primavera de 1943, a neutralidade foi mantida entre os destacamentos de Borovets e os guerrilheiros soviéticos. Paralelamente às negociações com os soviéticos, Borovets continuou tentando chegar a um acordo com os alemães. Em novembro de 1942, ele se encontrou com o Obersturmbannführer Dr. Puts, chefe do serviço de segurança do distrito geral de Volínia e Podólia.
Em novembro de 1943, durante negociações com os alemães, Borovets foi preso pela Gestapo em Varsóvia e encarcerado no campo de concentração de Sachsenhausen. No outono de 1944, os nazistas, em busca de apoio ucraniano em uma guerra que estavam perdendo, libertaram Borovets. Ele foi forçado a mudar seu nome de guerra para Kononenko e, com esse nome, liderou a formação de um destacamento de forças especiais ucranianas de cerca de 50 homens sob o comando da Waffen-SS. Este destacamento deveria ter sido lançado na retaguarda do Exército Vermelho para a guerra de guerrilha. Esses planos nunca se concretizaram.
No final da guerra, os aliados nacionalistas ucranianos de Hitler exigiram transferências da Frente Oriental para que pudessem se render aos Aliados em vez dos soviéticos. O destacamento de Borovets se rendeu aos aliados em 10 de maio de 1945 e foi internado em Rimini (Itália). Devido à natureza fluida dessas alianças, o historiador Alfred Rieber enfatizou que rótulos como "colaboradores" e "resistência" foram inúteis para descrever a lealdade real desses grupos. No entanto, nas porções recém-anexadas do oeste da Ucrânia, havia pouca ou nenhuma lealdade para com a União Soviética, cujo Exército Vermelho havia tomado a Ucrânia durante a invasão soviética da Polônia em setembro de 1939.

## Ocupação
Nacionalistas no oeste da Ucrânia esperavam que seus esforços lhes permitissem restabelecer um estado independente mais tarde. Por exemplo, na véspera da Operação Barbarossa, cerca de 4.000 ucranianos, operando sob ordens da Wehrmacht, tentaram causar perturbações atrás das linhas soviéticas. Após a captura de Lviv, uma cidade altamente contenciosa e estrategicamente importante com uma minoria ucraniana significativa, os líderes da Organização dos Nacionalistas Ucranianos (OUN) proclamaram um novo Estado ucraniano em 30 de junho de 1941 e encorajaram a lealdade ao novo regime na esperança de que os alemães o apoiassem. Em 1939, durante a guerra germano-polonesa, a OUN era "uma fiel auxiliar alemã".

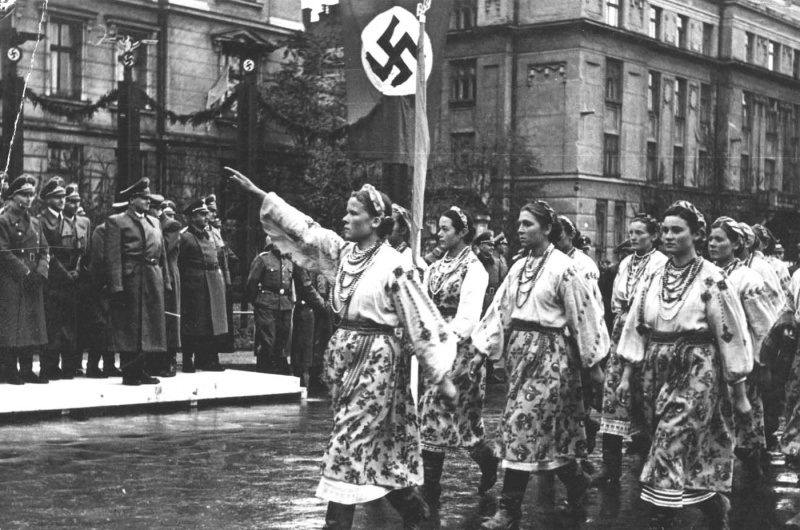
Mulheres ucranianas vestidas com trajes nacionais saúdam o alto comando alemão durante o desfile em Stanislaviv

Apesar de inicialmente reagir calorosamente à ideia de uma Ucrânia independente, a administração nazista tinha outras ideias, particularmente o programa Lebensraum e a total 'arianização' da população. Jogou as nações eslavas umas contra as outras. A OUN inicialmente realizou ataques a aldeias polonesas para tentar exterminar as populações polonesas ou expulsar os enclaves poloneses do que os combatentes da OUN consideravam território ucraniano. Isso culminou nos assassinatos em massa de famílias polonesas na Volhynia e no leste da Galícia.
De acordo com Timothy Snyder, "algo que nunca é dito, porque é inconveniente precisamente para todos, é que mais comunistas ucranianos colaboraram com os alemães do que nacionalistas ucranianos". Snyder também aponta que muitos daqueles que colaboraram com a ocupação alemã também colaboraram com as políticas soviéticas na década de 1930.

## Holocausto

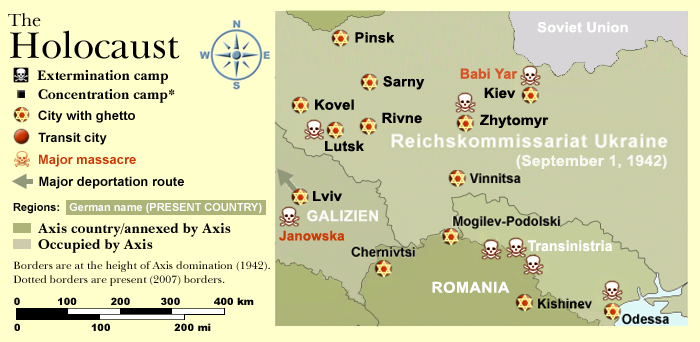
Mapa do Holocausto no Reichskommissariat Ukraine

A eliminação dos judeus durante o Holocausto na Ucrânia começou poucos dias após o início da ocupação nazista. Há indícios de que a colaboracionista Polícia Auxiliar Ucraniana, formada em 20 de agosto de 1941, foi usada na captura de judeus para o massacre de Babi Yar e em outros massacres em cidades e vilas da atual Ucrânia, como Stepan, Lviv, Lutsk , e Zhytomyr. Em 1º de setembro de 1941, o jornal ucraniano Volhyn, patrocinado pelos nazistas, escreveu: "O elemento que povoou nossas cidades (judeus) ... deve desaparecer completamente de nossas cidades. O problema judaico já está em processo de solução."

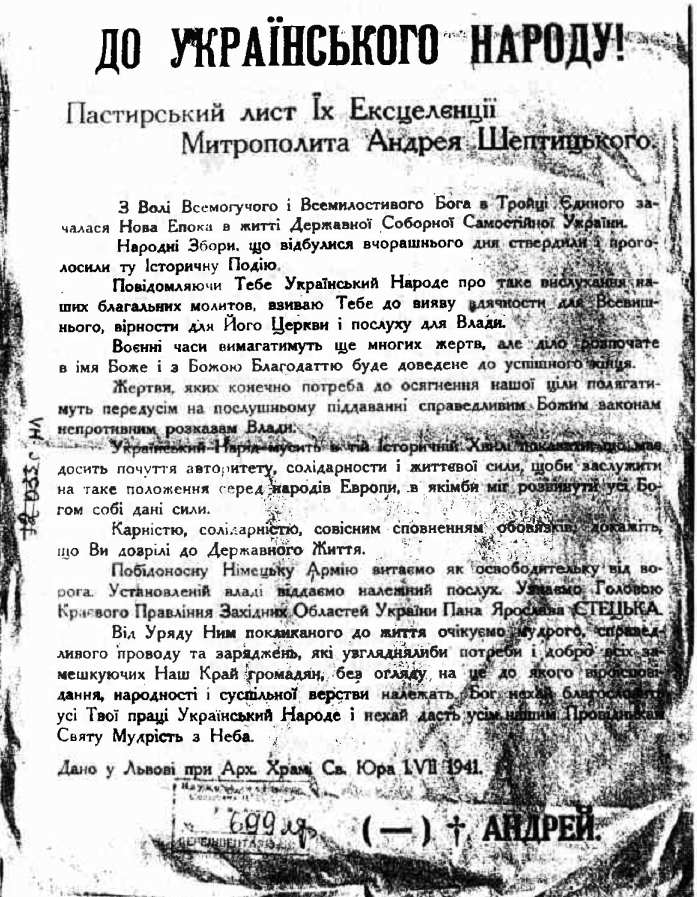
O discurso do clero ucraniano aos ucranianos, chamando-os a jurar lealdade à Alemanha

Reforçado pelo preconceito religioso, o anti-semitismo tornou-se violento nos primeiros dias do ataque alemão à União Soviética. Alguns ucranianos derivaram ressentimento nacionalista da crença de que os judeus trabalharam para proprietários poloneses. Os massacres de prisioneiros do NKVD pela polícia secreta soviética enquanto eles recuavam para o leste foram atribuídos aos judeus. A farsa anti-semita do bolchevismo judeu forneceu justificativa para os assassinatos por vingança cometidos pela ultranacionalista Milícia do Povo Ucraniano, que acompanhou os Einsatzgruppen alemães se movendo para o leste. Em Boryslav (Borysław pré-guerra, Polônia, população de 41.500), o comandante da SS deu a uma multidão enfurecida, que tinha visto corpos de homens assassinados pelo NKVD e estendidos na praça da cidade, 24 horas para agir como desejassem contra os judeus poloneses, que foram forçados a limpar os cadáveres e a dançar e depois foram mortos a pancadas com machados, canos, etc. O mesmo tipo de assassinato em massa ocorreu em Brzezany. Durante os pogroms de Lviv, 7.000 judeus foram assassinados por nacionalistas ucranianos, liderados pela Milícia do Povo Ucraniano. Ainda em 1945, militantes ucranianos ainda cercavam e assassinavam judeus.
Enquanto alguns dos colaboradores eram civis, outros tiveram a opção de se alistar para o serviço paramilitar a partir de setembro de 1941 nos campos de prisioneiros de guerra soviéticos por causa das relações estreitas com o Hilfsverwaltung ucraniano. No total, mais de 5.000 soldados ucranianos nativos do Exército Vermelho se inscreveram para treinar com a SS em um campo de treinamento especial de Trawniki para ajudar na Solução Final. Outros 1.000 deles desertaram durante as operações de campo. Os homens de Trawniki tiveram grande participação no plano nazista de exterminar os judeus europeus durante a Operação Reinhardt. Eles serviram em todos os campos de extermínio e desempenharam um papel importante na aniquilação do Levante do Gueto de Varsóvia (veja o Relatório Stroop) e do Levante do Gueto de Białystok, entre outras insurgências do gueto. Os homens que foram despachados para campos de extermínio e guetos judeus como guardas nunca foram totalmente confiáveis e, portanto, sempre foram supervisionados pela Volksdeutsche. Ocasionalmente, junto com os prisioneiros que guardavam, eles matavam seus comandantes no processo de tentativa de desertar.
Em maio de 2006, o jornal ucraniano Ukraine Christian News comentou: "A execução do massacre foi o Einsatzgruppe C, apoiado por membros de um batalhão da Waffen-SS e unidades da polícia auxiliar ucraniana, sob o comando geral de Friedrich Jeckeln. A participação de colaboradores ucranianos nestes eventos, agora documentados e comprovados, é uma questão de doloroso debate público na Ucrânia".

## Organizações colaboradoras, movimentos políticos, indivíduos e voluntários militares
No total, os alemães alistaram 250.000 ucranianos nativos para o serviço em cinco formações distintas, incluindo os Destacamentos Militares Nacionalistas, as Irmandades dos Nacionalistas Ucranianos, a Divisão SS Galicia, o Exército de Libertação Ucraniano e o Exército Nacional Ucraniano. No final de 1942, só no Reichskommissariat Ukraine, as SS empregavam 238 mil policiais ucranianos nativos e 15 mil alemães, uma proporção de 1 para 16.

### Polícia auxiliar

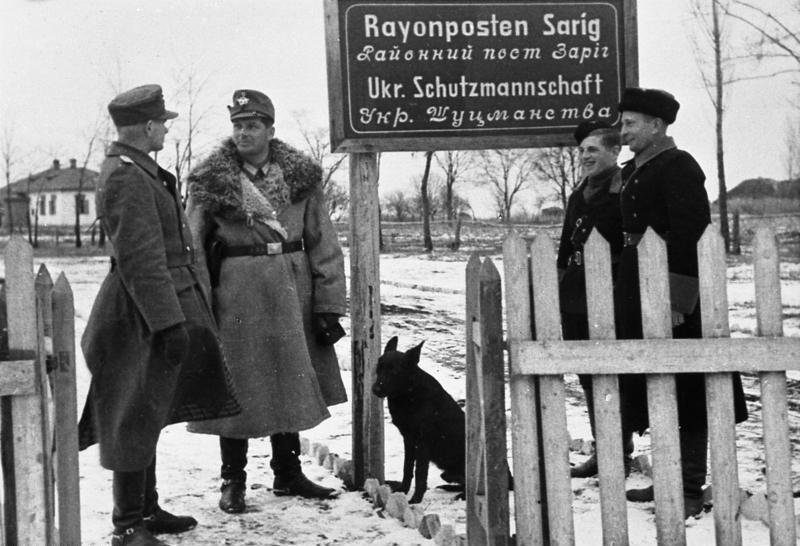
Oficiais alemães visitando a unidade da Schutzmannschaft em Zarig, perto de Kiev

Os 109º, 114º, 115º, 116º, 117º, 118º e 201º batalhões da Schutzmannschaft ucraniana participaram de operações antipartidárias na Ucrânia e na Bielorrússia. Em fevereiro e março de 1943, o 50º Batalhão Schutzmannschaft Ucraniano participou na grande ação anti-guerrilha «Operação Winterzauber» (Magia de Inverno) na Bielorrússia, cooperando com vários batalhões letões e o 2º batalhão lituano. Os batalhões Schuma incendiaram aldeias suspeitas de apoiar os guerrilheiros soviéticos. Em 22 de março de 1943, todos os habitantes da aldeia de Khatyn, na Bielorrússia, foram queimados vivos pelos nazistas no que ficou conhecido como o massacre de Khatyn, com a participação do 118º batalhão da Schutzmannschaft.
De acordo com Paul R. Magocsi, "a polícia auxiliar e a milícia ucranianas, ou simplesmente "ucranianos" (um termo genérico que na verdade incluía pessoas de origem nacional não ucraniana e ucraniana) participaram do processo geral como policiais e guardas do campo".

### Voluntários ucranianos nas forças armadas alemãs
- Batalhão Nachtigall
- Batalhão Roland
- 3º e 4º Freiwilligen-Stamm-Division (russos e ucranianos)

### Divisão Galícia da SS

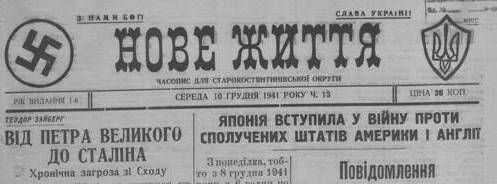
Jornal ucraniano contemporâneo com slogans como "Deus conosco!" e "Glória à Ucrânia!". As manchetes diziam: "De Pedro, o Grande a Stalin – a ameaça oriental" e "Japão declara guerra aos Estados Unidos da América e à Inglaterra"

Em 28 de abril de 1943, o governador alemão do distrito da Galiza, Otto Wächter, e a administração ucraniana local declararam oficialmente a criação da Divisão Galícia da SS. Os voluntários assinaram serviço em 3 de junho de 1943 e totalizaram 80.000. Em 27 de julho de 1944, a divisão foi formada na Waffen-SS como 14.ª Divisão de Granadeiros da Waffen SS Galizien (1.ª Ucraniana).
Sol Litman, do Centro Simon Wiesenthal, afirma que há muitos incidentes comprovados e documentados de atrocidades e massacres cometidos pela unidade contra poloneses e judeus durante a Segunda Guerra Mundial. Os registros oficiais da SS mostram que os 4º, 5º, 6º e 7º regimentos SS-Freiwilligen estavam sob o comando da Ordnungspolizei durante as acusações.

### Comitê Nacional Ucraniano
Em março de 1945, o Comitê Nacional Ucraniano foi criado após uma série de negociações com os alemães. O Comitê representava e comandava todas as unidades ucranianas que lutavam pelo Terceiro Reich, como o Exército Nacional Ucraniano. No entanto, já era tarde demais e o comitê e o exército foram dissolvidos no final da guerra.

### Comitê Central Ucraniano
Pavlo Shandruk tornou-se o chefe do Comitê Nacional, enquanto Volodymyr Kubijovyč, o chefe do Comitê Central Ucraniano, tornou-se seu vice. O Comitê Central foi a comunidade ucraniana oficialmente reconhecida e a organização quase política durante a ocupação nazista da Polônia.

### Organização dos Nacionalistas Ucranianos
- Governo Nacional Ucraniano do Estado Ucraniano, liderado pela OUN-B. Suprimido pelos nazistas logo após seu estabelecimento.

### Chefes da administração local ucraniana e figuras públicas sob a ocupação alemã
- Oleksandr Ohloblyn (1899-1992) no outono de 1941, Ohloblyn foi nomeado prefeito de Kiev a mando da Organização dos Nacionalistas Ucranianos. Ele ocupou o cargo de 21 de setembro a 25 de outubro.[40]
- Volodymyr Bahaziy (prefeito de Kiev, 1941–1942)[41]
- Leontii Forostivsky (prefeito de Kiev, 1942–1943)[42]
- Fiódor Bogatyrchuk (chefe da Cruz Vermelha Ucraniana, 1941–1942)
- Oleksii Kramarenko (prefeito de Carcóvia, 1941–1942, executado pelos alemães em 1943)
- Oleksandr Semenenko (prefeito de Carcóvia, 1942–1943)
- Paul Kozakevich (prefeito de Carcóvia, 1943)
- Aleksandr Sevastianov (prefeito de Vinítsia, 1941 – ?)